# Horní Heřmanice (ort i Tjeckien, Vysočina)
Horní Heřmanice är en ort i Tjeckien.   Den ligger i regionen Vysočina, i den centrala delen av landet, 140 km sydost om huvudstaden Prag. Horní Heřmanice ligger 526 meter över havet och antalet invånare är 128.
Terrängen runt Horní Heřmanice är lite kuperad, och sluttar österut. Runt Horní Heřmanice är det tätbefolkat, med 276 invånare per kvadratkilometer. Närmaste större samhälle är Třebíč, 13,0 km söder om Horní Heřmanice. Omgivningarna runt Horní Heřmanice är en mosaik av jordbruksmark och naturlig växtlighet.